# Tor Pignattara
Tor Pignattara oder Torpignattara ist der Name eines Stadtviertels, der sogenannten Zona urbanistica 6a, in Rom. Im Rahmen der Stadtgliederung Roms gehört es zum V. Munizipium und liegt östlich der Altstadt. Das Viertel erstreckt sich entlang der Via Casilina, deren Verlauf in weiten Teilen der antiken Via Latina folgt. In Tor Pignattara leben knapp 50.000 Einwohner.

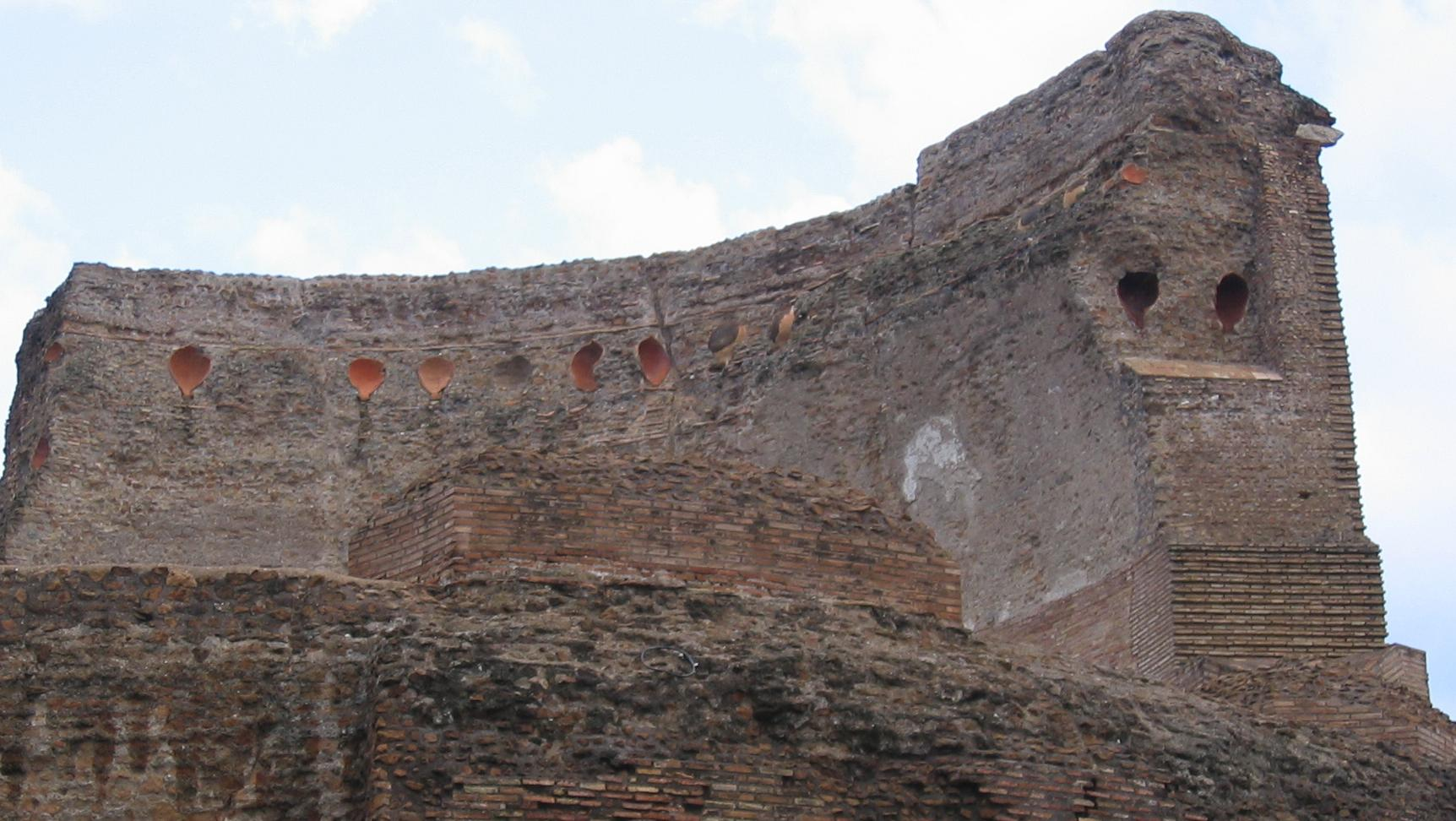
Leere Amphoren im Kuppelansatz

Der Name Tor Pignattara rührt vom in diesem Viertel gelegenen Helenamausoleum her. In diesem Bauwerk waren in die Betonmasse (Opus caementitium) der Kuppel leere Amphoren integriert worden, um das Gewicht zu reduzieren. Diese sind am Kuppelansatz bis auf den heutigen Tag sichtbar. Der Ausdruck Pignatte (italienisch für Keramiktopf) führte im Mittelalter zur Bezeichnung des Bauwerks und schließlich des ganzen Stadtviertels.